# Szabad Arábia Légió
A Szabad Arábia Légió (németül: Legion Freies Arabien, arabul: جيش بلاد العرب الحرة) a náci Németország által szervezett és a tengelyhatalmak oldalán harcoló önkéntes katonai egység, amely részt vett a második világháború harcaiban. Az önkéntesek arab nemzetiségűek voltak, általában Irakból, a Közel-Keletről és Észak-Afrikából származtak.

## Előzmények
1941-ben Rasíd Áli al-Gajláni puccsot hajtott végre Irakban, amely addig brit protektorátus volt. Rasíd egy német- és olasz-barát kormányt alakított, amelynek célja a Nagy-Britanniától való teljes függetlenség kivívása volt. Amin al-Husszeini jeruzsálemi főmufti útján vette fel a kapcsolatot a tengellyel, aki Irakban élt, miután a nácikkal való szimpatizálása miatt elhagyni kényszerült Palesztinát.
1941 májusában kitört az angol–iraki háború, mellyel párhuzamosan Anglia a Szovjetunióval megszállta a szomszédos Iránt. A Luftwaffe, Olaszország és a Vichy-kormány légitámogatást nyújtott az irakiaknak, illetőleg a Hellmuth Felmy által vezetett német katonai misszió egy arab dandárt állított fel.
A britek kevesebb mint egy hónap alatt legyőzték az iraki hadsereget. Rasíd előbb Iránba, majd Németországba menekült. Vele együtt számos német-szimpatizáns arab távozott Szírián keresztül a megszállt Görögországba.

## A légió létrejötte
Felmy lett a görögországi német csapatok irányítója, aki folytatta a Wehrmacht arab egységének felállítását. Létrehoztak két Sonderverband (németül különleges egység) nevű, 287 és 288-as kóddal ellátott egységet, utóbbi azonban csak kisebb részt állt arabokból. A Szabad Arábia Légió nevet azonban nemcsak ezek az alakulatok, hanem más arabokból álló, a németek oldalán harcoló egységek is viselték.
A Sonderverband 287 1942. augusztus 4-én alakult, szervezésében Rasíd és al-Husszeini is tevékenyen részt vett. Az egységet iraki és szíriai hadifoglyokból, valamint néhány másik önkéntesből szervezték.
Az egység rövid ideig a kaukázusi fronton, a Szovjetunióval vívott háborúban vett részt, mivel a németek ide szándékozták telepíteni az iraki emigráns kormányt, s innen tervezte a német hadsereg az Irakba való esetleges benyomulást. Miután az ezirányú német tervek meghiúsultak, az arab légiót Észak-Afrikában, Tunéziában vetették be 1943 januárjában. Segítségükkel a németek jó néhány helyi arabot tudtak csatlakozásra bírni, akikből egy zászlóaljat is szerveztek, mely utászfeladatokat és őrző-védő tevékenységet látott el.
A Sonderverband 287 más egységei Európában, így a görög fronton szolgáltak a 41. gyalogoshadosztály alatt, s kivették a részüket a görög partizánok elleni harcokban. 1944-ben kivonták az arab légiót Görögországból és áthelyezték Jugoszláviába, ahol a jugoszláv partizánokkal folytattak harcokat. Az egység Zágrábnál fejezte be hadműveleti tevékenységét a 104. vadászhadosztály részeként.
Másik két zászlóaljat 1943. május 2-án átszerveztek a 92. gránátos ezredbe, amelyek szintén Jugoszláviában harcoltak Tito partizánjaival. Miután a belgrádi offenzíva idején állományukat súlyos veszteség érte a szovjetekkel vívott küzdelem során, ezért maradványaikat a 2. páncélos hadseregbe, azon belül a 92. páncélgránátos dandárba építették be. A megmaradt arab legionáriusok Ausztriában kapituláltak a brit hadsereg előtt.
Sonderverband 288-as alakulat sosem járta meg az európai frontot. Az egység zöme németekből állt, akiknek jobbára propaganda feladatok (így arab nyelvű röplapok írása és terjesztése), valamint az olajkitermelést végző létesítmények működtetése volt a feladata. 1942 januárjában az egység az angolok ellen harcolt Líbiában. A német hadvezetés úgy tervezte, hogy egy Egyiptomon keresztül a Közel-Keletre irányzott offenzívához használná fel őket, ám ez a terv sem valósult meg. Az egység Panzer Grenadier Regiment Africa néven szerveződött végül át, majd 1943 májusában megadta magát az amerikaiaknak.

## Galéria

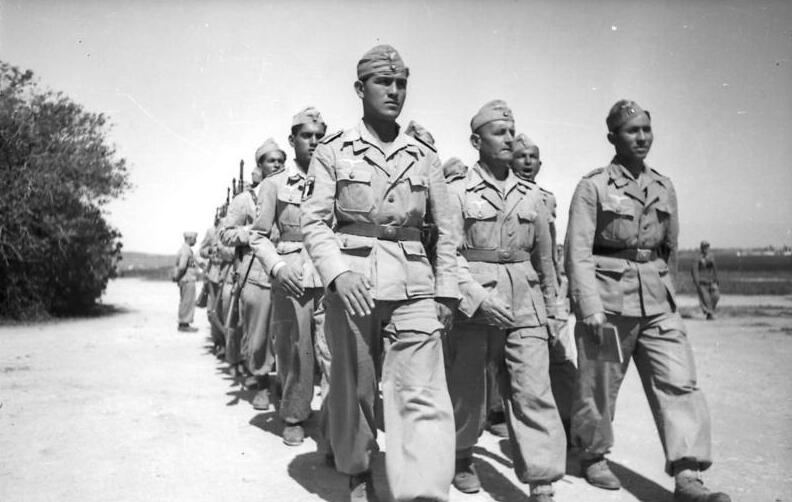
Arab légiósok menetelnek valószínűleg Görögországban
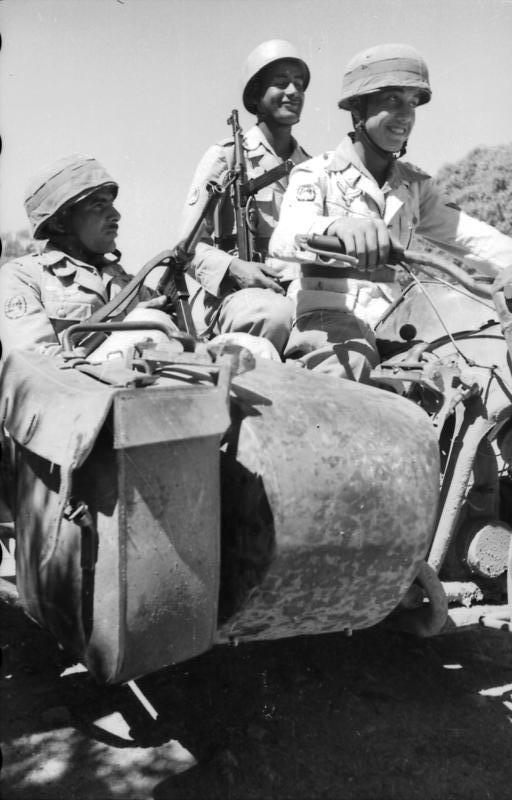
Egy motoros Wehrmacht alakulat arab személyzete Észak-Afrikában
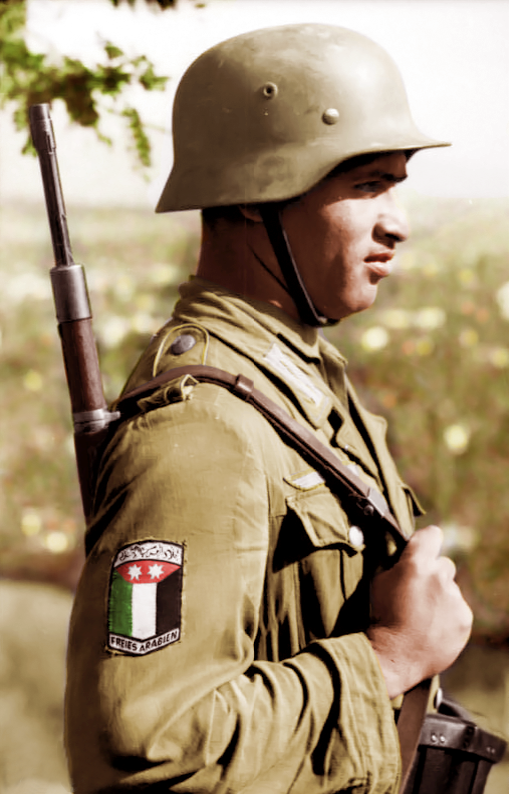
Arab katona Görögországban
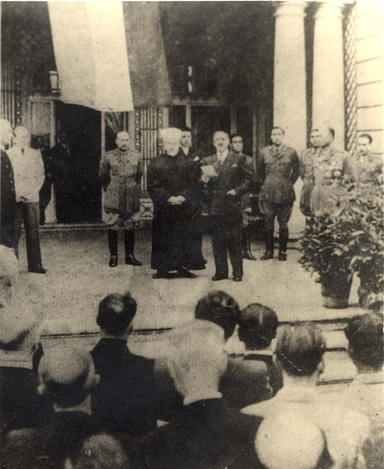
Amin al-Husszeini és Rasíd Áli al-Gajláni 1941-ben